# Golf & Country Club Lauswolt
Golf & Country Club Lauswolt is een Nederlandse golfclub in Beetsterzwaag in de provincie Friesland.
De naam van het landgoed dook voor het eerst op in 1631. Op dat moment heette het Saete lands c.a. genaempt Lauswolt. De eigenaar is dan Jan Jansen Lauswolt, dorpsrichter, laken koopman en grootgrondbezitter in Beetsterzwaag.
In 1954 werd landgoed Lauswolt gekocht door de Algemene Friesche Levensverzekering Maatschappij (AFLM) en tot hotel verbouwd. In deze periode werd ook de golfbaan aangelegd. Sinds 1990 is het hotel eigendom van de Bilderberg Groep, maar de golfbaan bleef eigendom van AFLM.

## De baan
In 1964 werd een 9-holes golfbaan aangelegd door Frank Pennink, die later door Donald Steel uitgebreid werd tot 18 holes.